# Digitaria schmitzii
Digitaria schmitzii är en gräsart som beskrevs av Van der Veken. Digitaria schmitzii ingår i släktet fingerhirser, och familjen gräs. Inga underarter finns listade i Catalogue of Life.